# Alain Navillod
 Alain Navillod, né le 16 aout 1955 à Tignes, est un skieur alpin français.

## Biographie
Skieur de L’Equipe Nationale de Ski Alpin pendant 10 ans au niveau Coupe du Monde 
Aux Jeux olympiques d'Innsbrück en 1976, il prend la 15e place du slalom géant en chutant à 2 portes de l’arrivée la franchissant sur le dos gêné par un gardien de porte .Blessé à l’épaule il ne court pas le slalom olympique.
Six ans plus tard en 1982, il termine à la 9e place du slalom géant des Championnats du monde de Schladming (meilleur français). Il y prend aussi la 16e place du slalom .Ce seront ses  derniers Championnats internationaux 

En Coupe du monde, il réalise 5 ou 6 tops-10.  
Pour sa première sélection en Coupe du Monde à 19ans il se classe 8eme de la 1ere  manche et 10ème au Géant de Vysoke Tatry en Ex-Tchecoslovaquie en partant dossard 80 Ses meilleurs résultats sont trois 9e places, la première dans le slalom géant de Val d'Isère en décembre 1977, la seconde dans le slalom de Zwiesel en janvier 1978. La 3eme en Suisse et maintes fois dans le top 12/15 dans les grandes classiques comme Kitzbuhel Wengen Madona di Campiglio Garmisch ou Are 
Il est sacré 8 fois champion de France entre 1974 et 1982 : 3 titres en slalom, 2 en slalom géant et 1 en combiné.2 en slalom parallèle  
Invité aux Championnats Suisses à Laax en 1974 il prend la 2eme place du slalom géant 
En 1974/75 il effectue son service militaire comme sportif de haut niveau à l’EMHM à Chamonix. Il remporte cette année les championnats de France militaires en géant et slalom ainsi que les championnats du monde militaires CISM à Andermatt Suisse en géant et combiné avec une 3 eme place en slalom 
Il fait ensuite partie des skieurs Équipe Nationale club de la Douane de 1976 à 1982 et remporte le Tournoi des Douanes par 3 fois
Attiré par les États Unis il devient skieur professionnel pendant 2 ans ou il gagne plusieurs compétitions .
Après sa carrière sportive, il devient entraîneur de l'équipe du Québec pendant 3 saisons et rejoint ensuite L’équipe de France comme entraîneur Coupe d’Europe pendant 2 saisons 
Quittant  son village natal de Tignes il restera près de 30 ans à Courchevel 1850 comme commerçant d’articles de sport Intersport

## Palmarès

### Jeux olympiques
| Épreuve / Édition | Slalom géant |
| JO 1976 Innsbrück | 15e          |

### Championnats du monde
| Épreuve / Édition        | Slalom géant | Slalom      |
| Mondiaux 1978 Garmisch   | Abandon      | Non partant |
| Mondiaux 1982 Schladming | 9e           | 16e         |

### Coupe du monde
- Meilleur classement général : 52e en 1978.
- Meilleur classement de slalom : 22e en 1975.
- Meilleur classement de slalom géant : 19e en 1978.

- 5 tops-10

#### Classements
| Saison / Épreuve | Saison / Épreuve | Général | Général | Slalom géant | Slalom géant | Slalom | Slalom |
| ---------------- | ---------------- | ------- | ------- | ------------ | ------------ | ------ | ------ |
| Saison / Épreuve | Saison / Épreuve | Class.  | Points  | Class.       | Points       | Class. | Points |
| 1973-1974        | 1973-1974        | 59e     | 1       | 25e          | 1            | -      | -      |
| 1974-1975        | 1974-1975        | 65e     | 1       | -            | -            | 22e    | 1      |
| 1976-1977        | 1976-1977        | 58e     | 1       | 26e          | 1            | -      | -      |
| 1977-1978        | 1977-1978        | 52e     | 4       | 19e          | 2            | 26e    | 2      |
| 1980-1981        | 1980-1981        | 91e     | 4       | 31e          | 4            | -      | -      |

### Championnats de France

#### Élite
| Édition / Epreuve                    | Descente | Slalom géant | Slalom | Combiné |
| ------------------------------------ | -------- | ------------ | ------ | ------- |
| Championnats 1974 Morzine/ Avoriaz   |          |              | Or     |         |
| Championnats 1975 Pra-Loup           | 22e      | Or           | Or     | Or      |
| Championnats 1977 Peyresourde/Agudes |          | Or           |        |         |
| Championnats 1978                    |          |              | Or     |         |
| Championnats 1980 Les Orres          |          | Argent       |        |         |